# Amitermes ensifer
Amitermes ensifer är en termitart som beskrevs av Light 1930. Amitermes ensifer ingår i släktet Amitermes och familjen Termitidae. Inga underarter finns listade i Catalogue of Life.